# Crazy from the Heat
Crazy from the Heat (с англ. — «Обезумевший от Жары») — дебютный мини-альбом Дэвида Ли Рота, выпущенный в 1985 году, в то время когда Ли Рот ещё был вокалистом Van Halen.

## Об альбоме
Все четыре композиции альбома являются кавер-версиями. Песня «Easy Street» является кавер-версией Edgar Winter Group, изначально выпущенной на их альбоме Shock Treatment. Эдгар Винтер помог Роту в записи Crazy from the Heat и сыграл на трёх песнях.
«Coconut Grove» кавер-версия песни The Lovin’ Spoonful с их альбома Hums of the Lovin’ Spoonful.
Попурри из джазовых стандартов «Just a Gigolo» и «I Ain’t Got Nobody» основано на попурри этих двух песен, записанных Луи Примой в 1956 году. «Just a Gigolo»/«I Ain’t Got Nobody» в версии Ли Рота было выпущено синглом и достиго 12 строчки чарта Billboard Hot 100.
Версия хита The Beach Boys «California Girls» записанная Ли Ротом была выпущена в виде сингла и заняла 3 строчку чарта Billboard Hot 100. Эту же позицию за двадцать лет до этого заняла оригинальная версия Beach Boys. Гитарист Beach Boys Карл Уилсон, а также софт-рок исполнитель Кристофер Кросс обеспечили бэк-вокал на версии «California Girls» Дэвида Ли Рота.
Crazy from the Heat был продан тиражом более миллиона копий в США и получил статус Платинового от  Американской ассоциации звукозаписывающих компаний.
Согласно аннотации на конверте пластинки, фотография Рота для обложки была снята на Сейшельских Островах.
Фраза «Goin’ crazy... from the heat» в припеве песни «Goin’ Crazy» из альбома Рота 1986 года Eat 'Em and Smile отсылает к названию этого мини-альбома.
В 1997 году Рот опубликовал автобиографию, названную Crazy from the Heat.

## Список композиций
| №                   | Название                                                                                           | Автор(ы)                                                    | Оригинальный исполнитель                | Длительность |
| ------------------- | -------------------------------------------------------------------------------------------------- | ----------------------------------------------------------- | --------------------------------------- | ------------ |
| 1.                  | «Easy Street» (с англ. — «Лёгкая Улица»)                                                           | Дэн Хартман                                                 | The Edgar Winter Group                  | 3:45         |
| 2.                  | «Medley: Just a Gigolo/I Ain't Got Nobody» (с англ. — «Попурри: Просто Джиголо/У Меня Никого Нет») | Ирвинг Сизар, Леонелло Касуччи/Роджер Грэм, Спенсер Уильямс | джазовые стандарты; Луи Прима (попурри) | 4:39         |
| Общая длительность: | Общая длительность:                                                                                | Общая длительность:                                         | Общая длительность:                     | 8:24         |

| №                   | Название                                                | Автор(ы)                     | Оригинальный исполнитель | Длительность |
| ------------------- | ------------------------------------------------------- | ---------------------------- | ------------------------ | ------------ |
| 3.                  | «California Girls» (с англ. — «Калифорнийские Девушки») | Брайан Уилсон, Майк Лав      | The Beach Boys           | 2:50         |
| 4.                  | «Coconut Grove» (с англ. — «Кокосовая Роща»)            | Джон Себастьян, Зал Яновский | The Lovin’ Spoonful      | 2:52         |
| Общая длительность: | Общая длительность:                                     | Общая длительность:          | Общая длительность:      | 5:42         |

## Участники записи
- Дэвид Ли Рот — вокал
- Дин Паркс — гитара на «Coconut Grove»
- Эдди Мартинес — гитара
- Сид МакГиннис — гитара
- Вилли Уикс — бас-гитара
- Джон Робинсон — барабаны
- Сэмми Фигероа — перкуссия
- Джеймс Ньютон Ховард — синтезатор на «Coconut Grove»
- Эдгар Винтер — клавишные, саксофон, бэк-вокал на песнях 1 и 2, синтезатор на «California Girls»
- Брайан Мэнн — клавишные
- Карл Уилсон — бэк-вокал на «California Girls»
- Кристофер Кросс — бэк-вокал на «California Girls»

Производство
- Тед Темплмен — продюсер
- Джефф Хендриксон — звукорежиссёр
- Марк Лайнетт — звукорежиссёр
- Гарри Райндфасс — ассистент звукорежиссёра
- Том Фоус — ассистент звукорежиссёра
- Джоан Паркер — производственный координатор
- Хоуи Вейнберг —  мастеринг
- Вайгон Сейрини и Пит Анджелас — арт-директор
- Крис Симпсон и Кадзуёси Миёси — фотография для обложки
- Рауль Вега — фотография внутри конверта

## Чарты
Альбом
| Год  | Название чарта | №  |
| ---- | -------------- | -- |
| 1985 | Billboard 200  | 15 |

Синглы
| Год  | Сингл                                      | Название чарта         | №  |
| ---- | ------------------------------------------ | ---------------------- | -- |
| 1985 | «California Girls»                         | Adult Contemporary     | 29 |
| 1985 | «California Girls»                         | Billboard Hot 100      | 3  |
| 1985 | «California Girls»                         | Mainstream Rock Tracks | 3  |
| 1985 | «Easy Street»                              | Mainstream Rock Tracks | 14 |
| 1985 | «Medley: Just a Gigolo/I Ain’t Got Nobody» | Mainstream Rock Tracks | 25 |
| 1985 | «Medley: Just a Gigolo/I Ain’t Got Nobody» | Billboard Hot 100      | 12 |